# Greenidea ficicola
Greenidea ficicola är en insektsart som beskrevs av Takahashi, R. 1921. Greenidea ficicola ingår i släktet Greenidea och familjen långrörsbladlöss. Inga underarter finns listade i Catalogue of Life.

## Bildgalleri

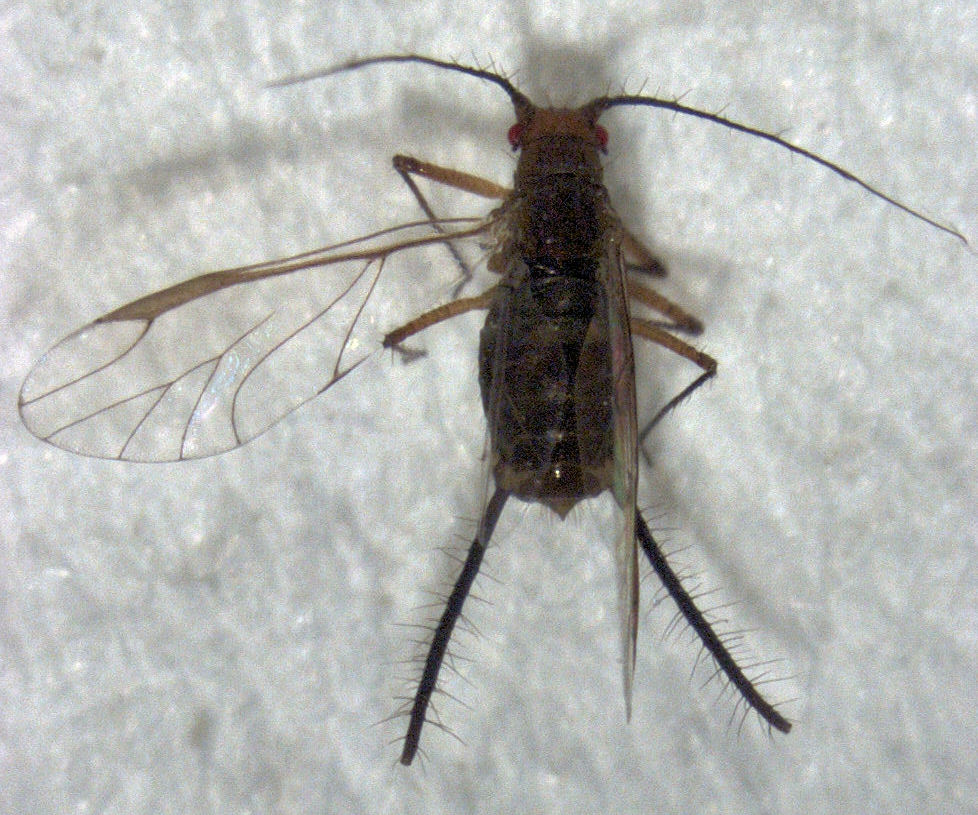